# نهر الأبيض الجليدي
نهر الأبيض الجليدي هو نهر جليدي يقع على المنحدرات الجنوبية لجبل هود، ولاية أوريغون، الولايات المتحدة.